# Douglas Ryder
Douglas Ryder (* 26. November 1971 in Cape Town) ist ein ehemaliger südafrikanischer Radrennfahrer und späterer Manager von Radsportteams.
Ryder war von 1993 bis 2002 Mitglied der südafrikanischen Nationalmannschaft. Er nahm an den Olympischen Sommerspielen 1996 in Atlanta teil und wurde 61. im Straßenrennen. Er gewann die Boland Bank Tour 1995 und die Cape Argus Cycle Tour 2001.
Nach seiner aktiven Karriere wurde er Manager der südafrikanischen Mannschaft MTN-Qhubeka, die im Jahre 2015 als erstes afrikanisches Team an der Tour de France teilnahm.